# Anders Dreyer
Anders Laustrup Dreyer (Bramming, 2 de mayo de 1998) es un futbolista danés que juega de centrocampista en el San Diego F. C. de la Major League Soccer.

## Trayectoria
Comenzó su carrera deportiva en 2016 en el Esbjerg fB, equipo que abandonó para fichar por el Brighton & Hove Albion de la Premier League inglesa.
En 2019, y tras no jugar nada en el Brighton, se marchó cedido al Saint Mirren F. C., y en agosto de ese mismo año hizo lo propio, rumbo al SC Heerenveen.
En 2020 abandonó definitivamente el Brighton para jugar en el F. C. Midtjylland de la Superliga de Dinamarca, donde hizo 15 goles en 53 partidos antes de abandonar el club.
En 2021 fichó por el F. C. Rubin Kazán de Rusia, y en su primer partido, el 13 de septiembre, anotó un triplete frente al F. C. Ural, convirtiéndose en el primer jugador, en la historia de la liga rusa, en marcar tres goles el día de su debut. En marzo del año siguiente suspendió su contrato y regresó al F. C. Midtjylland hasta final de temporada, quedándose una vez esta finalizó después de que ambos clubes llegaran a un acuerdo para su traspaso.
El 15 de enero de 2023 fichó por el R. S. C. Anderlecht y firmó por cuatro temporadas y media. Estuvo dos años, en los que jugó 87 partidos y marcó 31 goles, y en enero de 2025 fue traspasado al San Diego F. C.

## Selección nacional
Fue internacional sub-17, sub-18, sub-19, sub-20 y sub-21 con la selección de fútbol de Dinamarca. El 12 de noviembre de 2021 debutó con la absoluta en un partido de clasificación para el Mundial 2022 ante Islas Feroe.

### Participaciones en Eurocopas
| Copa          | Sede     | Resultado        | Partidos | Goles |
| ------------- | -------- | ---------------- | -------- | ----- |
| Eurocopa 2024 | Alemania | Octavos de final | 0        | 0     |

## Estadísticas

### Clubes
Actualizado hasta su último partido disputado el 9 de agosto de 2025.
| Club                            | Div.          | Temporada     | Liga  | Liga  | Liga   | Copas nacionales | Copas nacionales | Copas nacionales | Copas internacionales | Copas internacionales | Copas internacionales | Total | Total | Total  |
| Club                            | Div.          | Temporada     | Part. | Goles | Asist. | Part.            | Goles            | Asist.           | Part.                 | Goles                 | Asist.                | Part. | Goles | Asist. |
| ------------------------------- | ------------- | ------------- | ----- | ----- | ------ | ---------------- | ---------------- | ---------------- | --------------------- | --------------------- | --------------------- | ----- | ----- | ------ |
| Esbjerg fB Dinamarca            | 1.ª           | 2016-17       | 10    | 1     | 0      | —                | —                | —                | —                     | —                     | —                     | 10    | 1     | 0      |
| Esbjerg fB Dinamarca            | 2.ª           | 2017-18       | 33    | 21    | 6      | 1                | 0                | 0                | —                     | —                     | —                     | 34    | 22    | 6      |
| Esbjerg fB Dinamarca            | 1.ª           | 2018-19       | 4     | 1     | 1      | —                | —                | —                | —                     | —                     | —                     | 4     | 1     | 1      |
| Esbjerg fB Dinamarca            | Total club    | Total club    | 47    | 22    | 7      | 1                | 0                | 0                | 0                     | 0                     | 0                     | 48    | 24    | 7      |
| Saint Mirren F. C. Escocia      | 1.ª           | 2018-19       | 10    | 1     | 4      | 1                | 0                | 0                | —                     | —                     | —                     | 11    | 1     | 4      |
| Saint Mirren F. C. Escocia      | Total club    | Total club    | 10    | 1     | 4      | 1                | 0                | 0                | 0                     | 0                     | 0                     | 11    | 1     | 4      |
| S. C. Heerenveen · Países Bajos | 1.ª           | 2019-20       | 11    | 1     | 2      | 2                | 0                | 0                | —                     | —                     | —                     | 13    | 1     | 2      |
| S. C. Heerenveen · Países Bajos | Total club    | Total club    | 11    | 1     | 2      | 2                | 0                | 0                | 0                     | 0                     | 0                     | 13    | 1     | 2      |
| F. C. Midtjylland Dinamarca     | 1.ª           | 2019-20       | 16    | 4     | 6      | —                | —                | —                | —                     | —                     | —                     | 16    | 4     | 6      |
| F. C. Midtjylland Dinamarca     | 1.ª           | 2020-21       | 31    | 8     | 7      | 4                | 0                | 0                | 10                    | 3                     | 1                     | 45    | 11    | 8      |
| F. C. Midtjylland Dinamarca     | 1.ª           | 2021-22       | 6     | 3     | 5      | —                | —                | —                | 3                     | 0                     | 0                     | 9     | 3     | 5      |
| F. C. Rubin Kazán · Rusia       | 1.ª           | 2021-22       | 14    | 8     | 0      | —                | —                | —                | —                     | —                     | —                     | 14    | 8     | 0      |
| F. C. Rubin Kazán · Rusia       | Total club    | Total club    | 14    | 8     | 0      | 0                | 0                | 0                | 0                     | 0                     | 0                     | 14    | 8     | 0      |
| F. C. Midtjylland Dinamarca     | 1.ª           | 2021-22       | 10    | 5     | 3      | 3                | 2                | 0                | —                     | —                     | —                     | 13    | 7     | 3      |
| F. C. Midtjylland Dinamarca     | 1.ª           | 2022-23       | 16    | 8     | 1      | 1                | 0                | 1                | 10                    | 2                     | 2                     | 27    | 10    | 4      |
| F. C. Midtjylland Dinamarca     | Total club    | Total club    | 79    | 28    | 22     | 8                | 2                | 1                | 23                    | 5                     | 3                     | 110   | 35    | 26     |
| R. S. C. Anderlecht · Bélgica   | 1.ª           | 2022-23       | 14    | 4     | 2      | —                | —                | —                | 6                     | 1                     | 1                     | 20    | 5     | 3      |
| R. S. C. Anderlecht · Bélgica   | 1.ª           | 2023-24       | 37    | 19    | 9      | 2                | 2                | 0                | —                     | —                     | —                     | 39    | 21    | 9      |
| R. S. C. Anderlecht · Bélgica   | 1.ª           | 2024-25       | 18    | 3     | 5      | 3                | 1                | 2                | 7                     | 1                     | 2                     | 28    | 5     | 9      |
| R. S. C. Anderlecht · Bélgica   | Total club    | Total club    | 69    | 26    | 16     | 5                | 3                | 2                | 13                    | 2                     | 3                     | 87    | 31    | 21     |
| San Diego F. C. Estados Unidos  | 1.ª           | 2025          | 26    | 12    | 15     | —                | —                | —                | 2                     | 0                     | 1                     | 28    | 12    | 16     |
| San Diego F. C. Estados Unidos  | Total club    | Total club    | 26    | 12    | 15     | 0                | 0                | 0                | 2                     | 0                     | 1                     | 28    | 12    | 16     |
| Total carrera                   | Total carrera | Total carrera | 256   | 98    | 66     | 17               | 5                | 3                | 38                    | 7                     | 7                     | 311   | 110   | 76     |
| 1. 2.                           |               |               |       |       |        |                  |                  |                  |                       |                       |                       |       |       |        |

### Selección nacional
Actualizado de acuerdo al último partido jugado el 10 de junio de 2025.
| Selección          | Año               | Amistosos | Amistosos | Amistosos | Eliminatorias | Eliminatorias | Eliminatorias | Continental | Continental | Continental | Mundial | Mundial | Mundial | Total | Total | Total  |
| Selección          | Año               | Part.     | Goles     | Asist.    | Part.         | Goles         | Asist.        | Part.       | Goles       | Asist.      | Part.   | Goles   | Asist.  | Part. | Goles | Asist. |
| ------------------ | ----------------- | --------- | --------- | --------- | ------------- | ------------- | ------------- | ----------- | ----------- | ----------- | ------- | ------- | ------- | ----- | ----- | ------ |
| Absoluta Dinamarca | 2021              | —         | —         | —         | 2             | 0             | 0             | —           | —           | —           | —       | —       | —       | 2     | 0     | 0      |
| Absoluta Dinamarca | 2024              | 1         | 0         | 1         | —             | —             | —             | —           | —           | —           | —       | —       | —       | 1     | 0     | 1      |
| Absoluta Dinamarca | 2025              | 2         | 1         | 1         | —             | —             | —             | —           | —           | —           | —       | —       | —       | 2     | 1     | 1      |
| Total selecciones  | Total selecciones | 3         | 2         | 2         | 2             | 0             | 0             | 0           | 0           | 0           | 0       | 0       | 0       | 5     | 1     | 2      |
| 1.                 |                   |           |           |           |               |               |               |             |             |             |         |         |         |       |       |        |

## Palmarés

### Títulos nacionales
| Título                 | Club              | País      | Año     |
| ---------------------- | ----------------- | --------- | ------- |
| Superliga de Dinamarca | F. C. Midtjylland | Dinamarca | 2019-20 |
| Copa de Dinamarca      | F. C. Midtjylland | Dinamarca | 2022    |